# Солунчани
Солунчани или архаично солуняни (на гръцки: Θεσσαλονικείς, тесалоникис, на турски: Selanikliler, селаниклилер, на македонска литературна норма: Солунчани или архаично Солунјани и Солуњани) са жителите на Солун, вторият по-големина град в Гърция, традиционен център на географската област Македония и главен град на административната област Централна Македония. Това е списък на най-известните от тях.

## Родени в Солун
А – Б – В – Г – Д —
Е – Ж – З – И – Й —
К – Л – М – Н – О —
П – Р – С – Т – У —
Ф – Х – Ц – Ч – Ш —
Щ – Ю – Я

### А
- Абдулкерим паша (1872 – 1923), османски военачалник
- Аврам Раканти (1888 – 1980), израелски и гръцки политик и журналист
- Айше Афет Инан (1908 – 1985), турска историчка и социоложка
- Ака Гюндюз (1885 – 1958), турски писател
- Александър Гризо (1919 – 2004), инженер от Република Македония
- Алберт Карасу (1885 – 1982), еврейски журналист и общественик
- Александър Бабаев (1881 – 1903), български революционер на ВМОК, четник при Стоян Бъчваров, загинал при сражението с турски аскер в Карбинци[1]
- Александър Калпакидис (р. 1938), гръцки духовник
- Александър Самарджиев, български общественик, председател на Солунския български клуб
- Александър Солунски, мъченик от III век
- Александър Стателов (1883 - ?), български лекар и общественик
- Али Риза Чевик (1888 – 1953), османски и турски администратор
- Алки Кириакиду-Несторос (1933 – 1988), гръцка фолклористка и историчка
- Анастасиос Куракис (р. 1948), гръцки политик
- Ангелики Варела (р. 1930), гръцка писателка
- Ангелики Филипиду (1880 – 1907), гръцка учителка и революционерка
- Андроник Калист, гръцки учен от XV век
- Антон Ан. Стоянов (1872 – ?), завършил в 1891 година Солунската българска мъжка гимназия и медицина в Киевския университет в 1898 година[2]
- Аристарх Солунски, новозаветен светец
- Артемиос Матеопулос (р. 1984), гръцки политик
- Асен Антонов Малхеров (1914 – 1945), български военен деец, подпоручик, загинал през Втората световна война[3]
- Атанас Далчев (1904 – 1978), български писател
- Ахмед Емин Ялман (1888 – 1973), виден турски журналист и издател
- Ахмед Сойдемир (1882 – 1941), османски офицер и турски генерал

### Б
- Боян Начев (1888 – ?), български инженер[4]
- Борис Светлинов (1896 – 1954), български писател
- Борис Стателов (1886 – 1959), български офицер, капитан I ранг
- Борис Хаджитанев (1902 – ?), български музикален деец
- Борислав Стоянов (р. 1911), виден български учен, архитект, зам.-ректор на ВИАС
- Борис Яновски (1919 – 1991), български учен, юрист и общественик
- Буена Сарфати (1916 – 1997), ладинска писателка

### В
- Вангел Сечков (1876 – 1946), български революционер, деец на ВМОРО, търговец, собственик на кожарска фабрика в София[5]
- Васил Папазович (1857 – ?), български цигулар
- Василис Лакис (р. 1976), гръцки футболист
- Вартоломей Антониу (р. 1969), гръцки духовник
- Василиос Теофанус (1895 – 1984), гръцки композитор и диригент
- Владимир Наумов (1892 – ?), български търговец
- Владислав Алексиев (1884 – 1962), виден български учен, юрист

### Г
- Генадий Лимурис (р. 1951), гръцки духовник
- Георги Анастасов (Настев) Стоянов (1883 – ?), завършил медицина в Монпелие в 1907 година[2]
- Георги Димитров (1852 – 1921), български революционер
- Георги Динков (1839 – 1876), български просветен деец
- Георгиос Орфанос (р. 1953), гръцки политик
- Герман Марулис (1252 – 1336), християнски светец
- Георгиос Пендзикис (около 1870 – 1951), гръцки лекар
- Гоце Тенчов (1906 – 1960), български учен медик, основател на ИСУЛ, директор на Националния онкологичен институт
- Григориос Заликис (1875 – 1827), гръцки писател и революционер

### Д
- Давид Пипано (1851 – 1925), еврейски духовник, главен равин на България
- Даниел Карасо (1905 – 2009), еврейски бизнесмен
- Деспина Паяну (р. 1958), германска актриса от гръцки произход
- Джахит Арф (1910 – 1997), турски математик
- Джахит Учук (1909 – 2004), известна турска писателка
- Димитрий Василиадис (р. 1958), гръцки духовник, лиденски архиепископ на Йерусалимската патриаршия
- Димитрий Тракателис (р. 1928), гръцки духовник, американски архиепископ
- Димитриос Вардзопулос (р. 1957), гръцки политик
- Димитър Кидон (1324 – 1398), византийски теолог и държавник
- Димитър Наумов (1893 – ?), български дипломат
- Димитър Петров (1842 – 1886), български опълченец (1877 – 1878)
- Димитър Солунски (? – 306), християнски светец
- Димитър Цилев (? – 1944), български общественик
- Димитър Яранов (1909 – 1962), български географ
- Димо Тодоровски (1910 – 1983), скулптор от Социалистическа Република Македония
- Домнин Солунски, християнски светец
- Дукас Сахинис (1865 – 1923), гръцки андартски деец, агент от ІІІ ред[6]
- Димитър Колешинов, български революционер, деец на ВМОРО, байрактар на войводата Яне Сандански[7]

### Е
- Евангелия Аманатиду (р. 1966), гръцки политик
- Евангелос Венизелос (р. 1957), гръцки политик
- Ездра Флорентин (1875 – 1938), български революционер от ВМОРО
- Елена Димитриева, завършила Фундуклиевата гимназия в 1892 г.[8]
- Елена Мацанова (1884 – ?), по произход от Велес, дъщеря на Тодор Мацанов,[9] завършила Солунската гимназия с випуск IX (1899),[10] учителка в българското начално училище в Солун.
- Елени Антониаду (р. 1988), гръцка общественичка и учен
- Елени Рапти, гръцки политик
- Еликонида Коринтска (III век), християнска светица
- Емануил Карасо (1862 – 1934), османски общественик, евреин, младотурчин
- Емануил Попдимитров (1894 – 1944), български общественик и писател
- Емин Калафат (1902 – 1984), турски политик
- Емине Мебруре Аксолей (1902 – 1984), турска феминистка и политик
- Есад Сагай (1874 – 1938), турски военен и политик

### Ж
- Жак Йона (1908 – 1941), български комунистически аткивист
- Жак Моше (1900 – ?), еврейски инженер
- Жул Леви (1930 – 2006), български композитор

### З
- Здравко Янакиев (1906 – 1979), български футболист

### И
- Ибрахим Рефет Беле (1881 – 1963), османски и турски военен и политик
- Иван Батанджиев, български футболен деятел
- Иван Кънев, доброволец в Българската армия през Сръбско-българската война в 1885 година[11]
- Иван Паунчев (1864 – 1955), български лекар, революционер и общественик
- Иванка Мацанова, българска скулпторка[12]
- Ирини-Елени Агатопулу (р. 1985), гръцки политик
- Исак Бенруби (1876 – 1943), виден швейцарски философ
- Исак Карасо (1874 – 1939), лекар, евреин, основател на Данон
- Исак Ково (1770 – 1854), равин, евреин и писател
- Исак Сион (1916 – 1994), югославски партизанин
- Исидор Глава (1342 – 1396), гръцки духовник и светец

### Й
- Йоанис Дривеленкас (р. 1951), гръцки политик
- Йоанис Йоанидис (р. 1945), гръцки политик

### К
- Катя Дандулаки (р. 1948), гръцка актриса
- Кели Келекиду (р. 1979), гръцка певица
- Кемал Ататюрк (1881 – 1938), турски политик
- Кирил Пенушлиски (1912 – 2004), фолклорист от Северна Македония
- Кирил Тъпков (1885 – 1941), български просветен деец
- Константин-Кирил Философ (827 – 869), византийски духовник и дипломат, православен светец
- Константин Матов (1899 – 1968), виден български учен, хелминтолог, член-кореспондент на БАН
- Константин Настев (1880 – 1916), български революционер
- Константинос Вакалопулос (р. 1951), гръцки учен
- Константинос Гюлекас, гръцки политик
- Коста Георгиев, български опълченец (1877 – 1878), постъпил на 1 май 1877 г. в IV дружина, 3-та рота. Говори сръбски, гръцки, турски и италиански.[13]
- Костас Вуцас (1931 – ), известен гръцки комик и певец

### Л
- Леонтий Илиуполски и Тиатирски, гръцки епископ от XVIII век
- Лула Анагностаки, гръцка писателка
- Люба Касърова (1887 – 1946), българска поетеса
- Любомир Далчев (1902 – 2002), български художник и скулптор

### М
- Маджит Гьокберк (1908 – 1993), турски историк, философ
- Манолис Анагностакис (1925 – 2005), известен гръцки поет и критик, екзистенциалист, марксист
- Мария Петру (1953 – 2012), гръцки учен
- Маркос Мамалакис (1932 – ?), гръцки икономист
- Меркурий Димитров (Димитриевич) Граматиков (? - 1855), работил като цензор в Одеса, завещал къщата си на Одеското българско настоятелство, за да може с приходите от нея да се издържат българи, учещи в руски учебни заведения[14]
- Мелпомени Страти (1882 – 1978), гръцка учителка и революционерка
- Методий (815 – 885), византийски духовник и дипломат, православен светец
- Мехмед Нури Ямут (1890 – 1961), османски и турски военен
- Мехмед Джавид бей (1875 – 1926), турски икономист и политик
- Мидхад Шюкрю Бледа (1874 – 1956), османски политик
- Миле Ставрев (1874 – 1950), български търговец, починал в София[15]
- Михаил Герасимов (1908 – 2002), български химик, ректор на ВХТИ
- Михаил Маджари (1901 – 1983), румънски юрист и преводач
- Моисей Алмоснино (1515 – 1580), виден равин
- Моисей Юда Абас (около 1601 – 1671), еврейски равин
- Морис Абраванел (1903 – 1993), виден швейцарски композитор
- Мунис Текиналп (Марсел Коен, 1883 – 1961), османски и турски политик

### Н
- Нада Богданова (1914 – 1987), югославска партизанка и деец на НОВМ
- Назъм бей Селаникли (1870 – 1926), османски политик, доктор и общественик
- Назъм Хикмет (1901 – 1963), турски поет
- Натаса Теодориду (р. 1970), гръцка певица
- Начо Янчев, доброволец в четата на Иван Атанасов – Инджето през Сръбско-българската война в 1885 година[16]
- Недялко Чаушев, български общественик, председател на Солунския български клуб
- Никифор Константину (р. 1949), гръцки духовник, централноафрикански архиепископ на Александрийската патриаршия
- Никола Дионисиев (Нишов) Шопов (1912 – 1941), български комунист, член на бойна група[17]
- Никола Илиев Стефанов (1891 – 1915), български военен деец, подпоручик, загинал през Първата световна война[18]
- Николас Асимос (1949 – 1988), виден гръцки композитор и певец
- Никос Кесанлис (1930 – 2004), гръцки художник
- Никос Кизеридис (р. 1971), гръцки футболист
- Нури Джонкер (1882 – 1937), османски и турски военен и турски политик

### О
- Олга Бити (1883 – 1970), еврейска общественичка

### П
- Панайотис Псомиадис (р. 1948), гръцки политик
- Пантелеймон Теуполски (р. 1936), гръцки духовник
- Паола Фока (р. 1982), гръцка певица
- Пенчо Кавракиров, български комунистически деец
- Петър Ил. Иванов (1882 – ?), български общественик, в 1922 година завършил право в Софийския университет[19], деец на Солунското благотворително братство
- Порфирий Газки (347 – 420), византийски светец
- Прохор Кидон (1335 – 1369), византийски теолог и духовник

### Р
- Расим Хашмет Акал (1880 – 1918), турски поет
- Рахми Арслан (1874 – 1947), османски и турски политик
- Рена Молхо (р. 1946), гръцка историчка

### С
- С. А. Тошков, завършил Загребското педагогическо училище в 1883 година[2]
- Сабиха Сертел (1895 – 1968), турска журналистка
- Сали Омуртак (1889 – 1954), турски военен, началник на Генералния щаб
- Салих Бозок (1881 – 1941), турски военен
- Самуил де Медина (1505 – 1559), виден талмудист
- Саул Амарел (1928 – 2002), американски компютърен специалист
- Саул Модиано (1816 – 1883), еврейски благодетел и предприемач
- Славка Динкова (1848 – 1878), българска просветна деятелка
- Симеон Гугуловски (1941 – 1995), северномакедонски оперен певец
- Симеон Кавракиров (1898 – 1934), български революционер
- Смарула Юли (1930 – 2012), гръцка актриса
- Соломон Арух (1923 – 2009), еврейски боксьор
- Ставрос Куюмджис (1932 – ), известен гръцки композитор
- Ставрос Калафатис (1965 – ), гръцки политик
- Станислав Шумков (1867 – 1919), български общественик и писател
- Страшимир Суруджиев (1905 – 1978), виден български тенисист
- Маргаритис Схинас (1962 – ), гръцки политик
- Сюлейман Саръ бей, турски политик

### Т
- Темис Базака (р. 1957), гръцка актриса
- Теоклит Сетакис (1930 – 2014), гръцки духовник
- Теофано Калояни (р. 1967), гръцка писателка

### Ф
- Фазлъ Неджип (1863 – 1932), османски журналист
- Фео Мустакова-Генадиева (1909 – 2011), именита българска балерина и педогожка
- Филотас Папагеоргиу (1882 – 1947), виден гръцки юрист и политик
- Фуат Булджа (1881 – 1961), османски и турски военен и турски политик
- Фула Ламбеле (1926 – 2010), гръцка писателка

### Х
- Халил Рифат паша (1820 – 1901), османски политик, велик везир
- Хасан Тахсин (1888 – 1919), турски журналист и национален герой
- Хасан Тахсин Узер (1878 – 1939), османски и турски политик
- Хатидже Йозгенер (1865 – 1940), османска и турска учителка и политичка
- Христос Сардзетакис (1929 – 2022), гръцки политик
- Христо Баялцалиев (1916 – 1999), български и югославски партизанин и политик
- Хюсеин Маядаг (1915 – 1965), турски композитор

### Ш
- Шефик Хюсню (1887 – 1959), турски лекар и политик
- Шюкрю Наили Гьокберк (1876 – 1936), османски военен

### Щ
- Щерю Божинов (1894 – 1933), български офицер

### Я
- Янис Ставру (1948 – ), известен гръцки художник

## Починали в Солун
- Ангелос Мустоксидис (1780 – 1861), руски дипломат от гръцки произход
- Андон Калчев (1910 – 1948), български революционер
- Атанасиос Минопулос (1874 – 1962), андартски капитан
- Владимир Куситасев (? – 1904), български революционер
- Въндо Гьошев (1858 – 1917), български революционер
- Григорий Палама (1296 – 1359), християнски светец
- Георги Герджикович (1880 – 1911), сърбоманин, деец на македонската емиграция в Сърбия
- Георги Митровски (1870 – 1922), български строител, родом от Себища
- Димитър Солунски (? – 306), християнски светец
- Димитър Константинов Тъпков (1848 – 1899), български просветен деец
- Иван Ангелов (1823 – 1907), български екзархийски свещеник в Солун
- Йосиф Здравков Сталичевски (? – 1916), български военен деец, подпоручик, загинал през Първата световна война[20]
- Калоян (1168? – 1207), цар на България
- Кирил Димитров Даков (? – 1917), български военен деец, подпоручик, загинал през Първата световна война[21]
- Киряк Държилов (? – 1877), български печатар
- Коне Самарджиев (1854 – 1912), български книжар и издател
- Константин Държилов (? – 1890), български общественик
- Константинос Триаридис (1937 – 2012), гръцки политик
- Марко Ставрев (? – 1917), български военен деец, поручик, загинал през Първата световна война[22]
- Мелетий Кириякос (? – 1821), гръцки духовник и мъченик
- Методий Охридски (1866 – 1909), български духовник и охридски митрополит
- Минко Христов Минков (? – 1918), български военен деец, подпоручик, загинал през Първата световна война[23]
- Милтон Манаки (1878 – 1954), пионер на киното на Балканите
- Мицо Врански (Мицо Стоянов) (1866 – 1908), български революционер;
- Николаос Муцопулос (1927 – 2019), гръцки археолог и архитект
- Самуил де Медина (1505 – 1559), виден талмудист
- Сергий Сигалас (1934 – 2014), гръцки духовник
- Славка Динкова (1848 – 1878), българска просветна деятелка
- Стамат Танчев (? – 1904), български духовник и революционер
- Тодор Хаджимишев (1840/1841 – 1910), български общественик
- Хасан Бей Прищина (1873 – 1933), албански политик
- Хенрих Фландърски (1174 – 1216), император на Латинската империя
- Христос Цигиридис (1877 – 1947), гръцки инженер
- Цвятко Трайков (? – 1903), български революционер
- Яким Игнатиев (1870 – 1901), български революционер

## Свързани със Солун
- Арон Абиоб (1535 – 1605), равин на Солун в края на XVI век
- Абдул Хамид II (1842 – 1918), султан на Османската империя, живял в града в 1909 – 1912 година
- Димитриос Занас (1850 – 1915), гръцки лекар и революционер, живял в Солун
- Иван Ястребов (1839 – 1894), генерален консул на Русия в Солун
- Йосиф бен Соломон Тайтацак, виден талмудист и равин в Солун
- Максимилиан Рубенс, еврейски архитект, автор на много емблематични сгради в Солун
- Маргалит Матитяу (р. 1935), еврейска поетеса, по произход сефарадска еврейка от Солун
- Стефанос Нацинас (1910 – 1976), гръцки политик, израснал в Солун
- Теодосий Синаитски (? – 1843), български печатар, живял в града в 1831 – 1842 година
- Юда бен Соломон Тайтацак, виден талмудист и равин в Солун

## Опълченци от Солун
- Георги Михайлов, III опълченска дружина, умрял преди 1918 г.[24]
- Димитър Петров, I опълченска дружина, умрял преди 1918 г.[25]
- Йордан Хадибушкев, II опълченска дружина, умрял преди 1918 г.[26]
- Коста Георгиев, IV опълченска дружина, умрял преди 1918 г.[27]

## Македоно-одрински опълченци от Солун
- Атанас Червениванов, 23-годишен, от Солун, ханджия, ІІ клас, Солунски доброволчески отряд[28]
- Д. Ив. Байлезов, 23-годишен, от Солун, Сборна партизанска рота на МОО[29]
- Методи Алексов, 26-годишен, търговец, IV клас, Струмишка чета[30]
- Христо Илис, 35-годишен, от Солун, варджия, грамотен, четата на Стефан Чавдаров[31]

## Дейци на гръцката въоръжена пропаганда в Македония от Солун
- Августос Даниолас (Αύγουστος Δανιόλας), гръцки андартски деец, агент от втори ред, информатор и шпионин[32]
- Александрос Велулас (Αλέξανδρος Βελούλας), гръцки андартски деец, агент от трети ред, убит от турци през февруари 1907 година[33]
- Александрос Карадиму (Αλέξανδρος Καραδήμου), гръцки андартски деец, агент от трети ред[34]
- Анастасиос Вогас (Αναστάσιος Βόγας), гръцки андартски деец, агент от трети ред[33]
- Анастасиос Гаврилидис (Αναστάσιος Γαβριηλίδης), железничар и гръцки андартски деец, агент от трети ред, куриер и информатор[33]
- Ангелос Ангелакис (Άγγελος Αγγελάκης), гръцки андартски деец, агент от трети ред[35]
- Андромахи Теохариду (Ανδρομάχη Θεοχαρίδου), гръцка андартска деятелка, агент от трети ред[34]
- Антониос Антониу (Αντώνιος Αντωνίου), гръцки андартски деец, агент от трети ред, пренасял оръжие за Урумлъка[33]
- Апостолос Валтандзис (Απόστολος Βαλταντζής), железничар и гръцки андартски деец, агент от трети ред, информатор[33]
- Апостолос Космопулос (Απόστολος Κοσμόπουλος), гръцки андартски деец, агент от първи ред, ръководи шпионска организация[36]
- Аргириос Димитриадис (Αργύριος Δημητριάδης), гръцки андартски деец, агент от трети ред, свръзка на Минопулос за Халкидики[32]
- Аргириос Захос (Αργύριος Ζάχος), гръцки андартски деец
- Аргириос Кориниотис (Αργύριος Κορυνιώτης), железничар и гръцки андартски деец, агент от трети ред[36]
- Астериос Курудис (Αστέριος Κουρούδης), гръцки андартски деец, агент от трети ред, шпионин и преносвач[36]
- Атанасиос Кузов (Αθανάσιος Κουζώφ), гръцки андартски деец, агент от трети ред, пренасял боеприпаси[36]
- Василиос Влахопулос (Βασίλειος Βλαχόπουλος), гръцки андартски деец, агент от трети ред[33]
- Василиос Кокинис (Βασίλειος Κόκκινης), гръцки андартски деец, агент от първи ред[36]
- Георгиос Валтадзис (Γεώργιος Βαλτατζής), железничар и гръцки андартски деец, агент от трети ред, информатор[33]
- Георгиос Василиадис (Γεώργιος Βασιλειάδης), железничар и гръцки андартски деец, агент от втори ред, куриер[33]
- Георгиос Воядзис (Γεώργιος Βογιαντζής), гръцки андартски деец, агент от трети ред[33]
- Георгиос Воядзакис (Γεώργιος Βογιατζάκης), гръцки андартски деец, агент от трети ред[33]
- Георгиос Савас, гръцки андартски капитан
- Георгиос Сарандопулос, гръцки учител и андартски деец
- Георгиос Пендзикис, гръцки андартски деец, носител на „Орден на Спасителя“
- Димитриос Андонелакис (Δημήτριος Αντωνελάκης), гръцки андартски деец, агент от втори ред, действа в Струмица[33]
- Димитриос Газас (Δημήτριος Γκάζας), гръцки андартски деец, агент от трети ред[33]
- Димитриос Гусидис (Δημήτριος Γουσίδης), гръцки андартски деец, четник[32]
- Димитриос Дидаскалу (Δημήτριος Διδασκάλου), гръцки андартски деец, агент от трети ред, информатор[37]
- Димитриос Занас (Δημήτριος Ζάννας), гръцки андартски деец, агент от първи ред, заедно с Маркос Теодоридис, Константинос Папагеоргиу, Алкивиадис и Константинос Малтос развиват гръцката органзиация в Солун, поддържа тесни отношения с османската власт и солунския губернатор Хасан Тахсим паша[37]
- Димитриос Зографос (Δημήτριος Ζωγράφος), гръцки андартски деец, агент от трети ред, четник при А.Атамболис от Пейзаново, арестуван от турците през 1908 година и по-късно освободен[37]
- Димитриос Карамберис (Δημήτριος Καραμπέρης), гръцки андартски деец, агент от първи ред[34]
- Димитриос Кундурепос (Δημήτριος Κουντουρέπος), гръцки андартски деец, агент от първи ред[36]
- Димитриос Орологас Димитриадис или Ермис (Δημήτριος Δημητριάδης ή Ερμής), учител и гръцки андартски деец, агент от трети ред, информатор за Халкидики[32]
- Екатерини Гризопулу (Αικατερίνη Γρηζοπούλου), гръцка андартска деятелка, агент от трети ред, учителка във Владово[32]
- Елени Зографопулу-Ласкариду(Ελένη Ζωγραφοπούλου-Λασκαρίδου), гръцка андартска деятелка, агент от втори ред, учителка в Стояково, Гевгелийско и в Ениджевардарско[37]
- Елисавет Дулбери-Ангелаки (Ελισάβετ Δουλμπέρη-Αγγελάκη), гръцка андартска деятелка, агент от трети ред[37]
- Елисавет Ятриду (Ελισάβετ Ιατρίδου), гръцка андартска деятелка, агент от трети ред, детска учителка в Богданци[34]
- Зафириос Янакурис (Ζαφείριος Γιαννακούρης), гръцки андартски деец, четник[33]
- Йоанис Виталис (Ιωάννης Βιτάλης), гръцки андартски деец, агент от трети ред, работи в гръцкото консулство и действа като куриер[33]
- Йоанис Делиянис (Ιωάννης Δεληγιάννης), гръцки андартски деец, агент от втори ред, противодейства на ВМОРО в района на Лариса и в Дойран, през 1907 година е арестуван от турските власти[32]
- Йоанис Дякакис (Ιωάννης Διακάκης), учител и гръцки андартски деец, агент от втори ред, действал в Гевгелийско и Дойранско, след това следва медицина и практикува[32]
- Йоанис Каваларис (Ιωάννης Καβαλάρης), гръцки андартски деец, агент от трети ред[34]
- Йоанис Какамукас (Ιωάννης Κακαμούκας), гръцки андартски деец, агент от трети ред, член на солунския комитет и подпомага капитаните Коракас, Матапас и Кольос[34]
- Йоанис Каливас (Ιωάννης Καλύβας), гръцки андартски деец, агент от втори ред, шпионин[34]
- Йоанис Камбурис (Ιωάννης Καμπούρης), гръцки андартски деец, епитроп на гръцки училища в региона[34]
- Йоанис Капетанопулос (Νικόλαος Καπετανόπουλος), гръцки андартски деец, агент от втори ред[34]
- Йоанис Киру (Ιωάννης Κύρου), гръцки андартски деец, агент от трети ред[36]
- Йосиф Карвунидис (Ιωσήφ Καρβουνίδης), гръцки андартски деец, четник[36]
- Клеон Теологу (Κλέων Θεολόγου), железничар и гръцки андартски деец, агент от втори ред[34]
- Константинос Василиадис (Κωνσταντίνος Βασιλειάδης), гръцки андартски деец, агент от втори ред, информатор[33]
- Константинос Гинкис (Κωνσταντίνος Γκίγκης), гръцки андартски деец, агент от трети ред[32]
- Константинос Димитриадис (Κωνσταντίνος Δημητριάδης), гръцки андартски деец, агент от първи ред[32]
- Константинос Димитриу (Κωνσταντίνος Δημητρίου), гръцки андартски деец, агент от трети ред[32]
- Константинос Карадимас (Κωνσταντίνος Καραδήμας), гръцки андартски деец, четник[34]
- Ксантос Граменос (Ξανθός Γραμμένος), гръцки андартски деец, четник при Христос Карапанос и Лазар Апостолов до 1908 година[32]
- Михаил Йосифидис (Μιχαήλ Ιωσηφίδης), учител и гръцки андартски деец, агент от трети ред[34]
- Михаил Караманлис (Μιχαήλ Καραμανλής), гръцки андартски деец, агент от трети ред[34]
- Николаос Капетанопулос (Νικόλαος Καπετανόπουλος), гръцки андартски деец, агент от втори ред[34]
- Николаос Константину (Νικόλαος Κωνσταντίνου), гръцки андартски деец, епитроп на солунските училища[36]
- Николаос Ятаганас (Νικόλαος Γιαταγάνας), гръцки андартски деец, агент от трети ред[33]
- Периклис Калидопулос (Περικλής Καλλιδόπουλος), гръцки андартски деец, агент от първи ред[34]
- Петрос Алексиадис (Πέτρος Αλεξιάδης), гръцки андартски деец, агент от трети ред[35]
- Петрос Калогридис (Πέτρος Καλογρίδης), гръцки андартски деец, агент от трети ред, през Балканската война прерязва телеграфните жици край Сятища[34]
- Петрос Комботекрас (Πέτρος Κομποθέκρας), гръцки андартски деец, агент от трети ред, лекар и шпионин[36]
- Петрос Теодору (Πέτρος Θεοδώρου), гръцки андартски деец, агент от трети ред[37]
- Сотириос Алеврас (Σωτήριος Αλευράς), железничар и гръцки андартски деец, агент от трети ред[35]
- Сотириос Коставелис (Σωτήριος Κωσταβέλης), гръцки андартски деец, агент от трети ред, пренася оръжие за организацията в Лерин[36]
- Сотириос Крикорис (Σωτήριος Κρικόρης), гръцки андартски деец, агент от трети ред, тютюнев работник и член на Кавалския комитет[36]
- Сотириос Куцовелис (Σωτήριος Κουτσοβέλης), гръцки андартски деец, агент от трети ред[36]
- Спиридон Каравас (Σπυρίδων Καραβάς), гръцки андартски деец, четник при Малиос[34]
- Спиридон Комботеклас (Σπυρίδων Κομποθέκλας), гръцки андартски деец, агент от трети ред[36]
- Стела Анастасиаду (Στέλλα Αναστασιάδου), гръцка андартска деятелка, агент от втори ред, учителка в Ениджевардарско и Струмишко, после емигрирала в Кайро[33]
- Темистоклис Теодоридис (Θεμιστοκλής Θεοδωρίδης), железничар и гръцки андартски деец, агент от трети ред, куриер[37]
- Томас Ангелакис (Θωμάς Αγγελάκης), гръцки андартски деец, агент от втори ред[35]
- Хрисанти Караманоли (Χρυσάνθη Καραμανώλη), гръцка андартска деятелка, агент от първи ред[34]
- Христос Дристарис (Χρήστος Δρυστάρης), железничар и гръцки андартски деец, агент от трети ред, куриер и информатор[37]
- Филипос Газелидис (Φίλιππος Γκαζελίδης), гръцки андартски деец, агент от трети ред[32]
- Юлия Котрони (Ιουλία Κοτρώνη), гръцка андартска деятелка, агент от трети ред, учителка в Дойранско и Ениджевардарско[36]